# Journal of Geosciences
Journal of Geosciences (1956–1992 Časopis pro mineralogii a geologii, 1993–2006: Journal of the Czech Geological Society) je recenzovaný vědecký časopis vydávaný Českou geologickou společností a jejími předchůdci od roku 1956. Časopis pokrývá výzkum v oblasti petrologie magmatických a metamorfních hornin, geochemie a mineralogie.
Impakt faktor časopisu pro rok 2011 byl 1,279. 